# Геронов треугольник
Геронов треугольник — треугольник, стороны и площадь которого являются целыми числами. Героновы треугольники названы в честь греческого математика Герона. Термин иногда понимается несколько шире и распространяется на треугольники, имеющие рациональные стороны и площадь.

## Свойства
Все прямоугольные треугольники, стороны которых образуют пифагоровы тройки, являются героновыми, поскольку стороны их по определению целочисленны, а площадь тоже целочисленна, поскольку является половиной произведения катетов, один из которых обязательно имеет чётную длину.

Треугольник со сторонами c, e и b + d, и высотой a.

В качестве примера геронова треугольника, не имеющего прямого угла, можно привести равнобедренный треугольник со сторонами 5, 5 и 6, площадь которого равна 12. Этот треугольник получается путём объединения двух прямоугольных треугольников со сторонами 3, 4 и 5 вдоль стороны длиной 4. Этот подход работает и в общем случае, как показано на рисунке справа. Берётся пифагорова тройка (a, b, c), где c — наибольшая сторона, затем другая тройка (a, d, e), в которой наибольшей стороной будет e, строятся треугольники по заданным длинам сторон и объединяются вдоль стороны с длиной a, получая треугольник со сторонами c, e и b + d и площадью
{\displaystyle A={\frac {1}{2}}(b+d)a} (половина произведения основания на высоту).
Если a чётно, то площадь будет целым числом. Менее очевиден случай, когда a нечётно, но и в этом случае A остаётся целым, поскольку стороны b и d должны быть чётными числами, а следовательно, b+d тоже будет чётным.
Некоторые героновы треугольники невозможно получить объединением прямоугольных треугольников с целочисленными сторонами методом, описанным выше. Так, например, геронов треугольник со сторонами 5, 29, 30 и площадью 72 нельзя получить из двух пифагоровых треугольников, поскольку ни одна из его высот не является целым числом. Нельзя также построить примитивный пифагоров треугольник из двух меньших пифагоровых треугольников. Такие героновы треугольники называются неразложимыми. Однако, если разрешить пифагоровы тройки с рациональными значениями, отказавшись от целочисленности, то разбиение на два прямоугольных треугольника с рациональными сторонами всегда существует, поскольку все высоты геронова треугольника являются рациональными числами (поскольку высота равна удвоенной площади, делённой на основание, и оба эти числа являются целыми). Так, геронов треугольник со сторонами 5, 29, 30 можно получить из рациональных пифагоровых треугольников со сторонами 7/5, 24/5, 5 и 143/5, 24/5, 29. Заметим, что рациональные пифагоровы тройки являются просто версиями целочисленных пифагоровых троек, поделённых на целое число.
Другие свойства героновых треугольников можно найти в статье Целочисленный треугольник#Героновы треугольники.

## Точная формула для героновых треугольников
Любой геронов треугольник имеет стороны, пропорциональные значениям
{\displaystyle a=n(m^{2}+k^{2})}
{\displaystyle b=m(n^{2}+k^{2})}
{\displaystyle c=(m+n)(mn-k^{2})}
Полупериметр {\displaystyle =s=(a+b+c)/2=mn(m+n)}
Площадь {\displaystyle =mnk(m+n)(mn-k^{2})}
Радиус вписанной окружности {\displaystyle =k(mn-k^{2})}
{\displaystyle s-a=n(mn-k^{2})}
{\displaystyle s-b=m(mn-k^{2})}
{\displaystyle s-c=(m+n)k^{2}}
для целых m, n и k, где
{\displaystyle \gcd {(m,n,k)}=1}
{\displaystyle mn>k^{2}\geq m^{2}n/(2m+n)}
{\displaystyle m\geq n\geq 1}.
Коэффициент пропорциональности в общем случае является рациональным числом {\displaystyle {\frac {p}{q}}} , где  {\displaystyle q=\gcd {(a,b,c)}}  приводит полученный геронов треугольник к примитивному, а  {\displaystyle p}  растягивает его до требуемых размеров. Например, взяв m = 36, n = 4 и k = 3, получим треугольник со сторонами a = 5220, b = 900 и c = 5400, который подобен геронову треугольнику 5, 29, 30, и коэффициент пропорциональности имеет числитель p = 1 и знаменатель q = 180.
См. также Героновы треугольники с одним углом, вдвое большим другого, Героновы треугольники со сторонами в арифметической прогрессии и Равнобедренные героновы треугольники.

## Примеры
Список примитивных целочисленных героновых треугольников, отсортированный по площади и, в случае равенства площадей, по периметру.
«Примитивный» означает, что наибольший общий делитель трёх длин сторон равен 1.
| Площадь | Периметр | Длины сторон | Длины сторон | Длины сторон | Длины сторон |
| ------- | -------- | ------------ | ------------ | ------------ | ------------ |
| 6       | 12       | 5            | 4            | 3            |              |
| 12      | 16       | 6            | 5            | 5            |              |
| 12      | 18       | 8            | 5            | 5            |              |
| 24      | 32       | 15           | 13           | 4            |              |
| 30      | 30       | 13           | 12           | 5            |              |
| 36      | 36       | 17           | 10           | 9            |              |
| 36      | 54       | 26           | 25           | 3            |              |
| 42      | 42       | 20           | 15           | 7            |              |
| 60      | 36       | 13           | 13           | 10           |              |
| 60      | 40       | 17           | 15           | 8            |              |
| 60      | 50       | 24           | 13           | 13           |              |
| 60      | 60       | 29           | 25           | 6            |              |
| 66      | 44       | 20           | 13           | 11           |              |
| 72      | 64       | 30           | 29           | 5            |              |
| 84      | 42       | 15           | 14           | 13           |              |
| 84      | 48       | 21           | 17           | 10           |              |
| 84      | 56       | 25           | 24           | 7            |              |
| 84      | 72       | 35           | 29           | 8            |              |
| 90      | 54       | 25           | 17           | 12           |              |
| 90      | 108      | 53           | 51           | 4            |              |
| 114     | 76       | 37           | 20           | 19           |              |
| 120     | 50       | 17           | 17           | 16           |              |
| 120     | 64       | 30           | 17           | 17           |              |
| 120     | 80       | 39           | 25           | 16           |              |
| 126     | 54       | 21           | 20           | 13           |              |
| 126     | 84       | 41           | 28           | 15           |              |
| 126     | 108      | 52           | 51           | 5            |              |
| 132     | 66       | 30           | 25           | 11           |              |
| 156     | 78       | 37           | 26           | 15           |              |
| 156     | 104      | 51           | 40           | 13           |              |
| 168     | 64       | 25           | 25           | 14           |              |
| 168     | 84       | 39           | 35           | 10           |              |
| 168     | 98       | 48           | 25           | 25           |              |
| 180     | 80       | 37           | 30           | 13           |              |
| 180     | 90       | 41           | 40           | 9            |              |
| 198     | 132      | 65           | 55           | 12           |              |
| 204     | 68       | 26           | 25           | 17           |              |
| 210     | 70       | 29           | 21           | 20           |              |
| 210     | 70       | 28           | 25           | 17           |              |
| 210     | 84       | 39           | 28           | 17           |              |
| 210     | 84       | 37           | 35           | 12           |              |
| 210     | 140      | 68           | 65           | 7            |              |
| 210     | 300      | 149          | 148          | 3            |              |
| 216     | 162      | 80           | 73           | 9            |              |
| 234     | 108      | 52           | 41           | 15           |              |
| 240     | 90       | 40           | 37           | 13           |              |
| 252     | 84       | 35           | 34           | 15           |              |
| 252     | 98       | 45           | 40           | 13           |              |
| 252     | 144      | 70           | 65           | 9            |              |
| 264     | 96       | 44           | 37           | 15           |              |
| 264     | 132      | 65           | 34           | 33           |              |
| 270     | 108      | 52           | 29           | 27           |              |
| 288     | 162      | 80           | 65           | 17           |              |
| 300     | 150      | 74           | 51           | 25           |              |
| 300     | 250      | 123          | 122          | 5            |              |
| 306     | 108      | 51           | 37           | 20           |              |
| 330     | 100      | 44           | 39           | 17           |              |
| 330     | 110      | 52           | 33           | 25           |              |
| 330     | 132      | 61           | 60           | 11           |              |
| 330     | 220      | 109          | 100          | 11           |              |
| 336     | 98       | 41           | 40           | 17           |              |
| 336     | 112      | 53           | 35           | 24           |              |
| 336     | 128      | 61           | 52           | 15           |              |
| 336     | 392      | 195          | 193          | 4            |              |
| 360     | 90       | 36           | 29           | 25           |              |
| 360     | 100      | 41           | 41           | 18           |              |
| 360     | 162      | 80           | 41           | 41           |              |
| 390     | 156      | 75           | 68           | 13           |              |
| 396     | 176      | 87           | 55           | 34           |              |
| 396     | 198      | 97           | 90           | 11           |              |
| 396     | 242      | 120          | 109          | 13           |              |

## Героновы треугольники особого вида

### Сравнимые треугольники
Фигура называется сравнимой, если площадь равна периметру. Имеется ровно пять сравнимых героновых треугольников —
(5,12,13), (6,8,10), (6,25,29), (7,15,20) и (9,10,17)

### Почти равносторонние героновы треугольники
Поскольку площадь правильного треугольника с рациональными сторонами является числом иррациональным, никакой равносторонний треугольник не может быть героновым. Однако существует последовательность героновых треугольников, которые «почти правильные», поскольку их стороны имеют вид n − 1, n, n + 1. Несколько первых примеров этих почти равносторонних треугольников перечислены в таблице ниже (последовательность A003500 в OEIS).
| Длина стороны | Длина стороны | Длина стороны | Площадь   | Радиус вписанной |
| n − 1         | n             | n + 1         | Площадь   | Радиус вписанной |
| ------------- | ------------- | ------------- | --------- | ---------------- |
| 3             | 4             | 5             | 6         | 1                |
| 13            | 14            | 15            | 84        | 4                |
| 51            | 52            | 53            | 1170      | 15               |
| 193           | 194           | 195           | 16296     | 56               |
| 723           | 724           | 725           | 226974    | 209              |
| 2701          | 2702          | 2703          | 3161340   | 780              |
| 10083         | 10084         | 10085         | 44031786  | 2911             |
| 37633         | 37634         | 37635         | 613283664 | 10864            |

Следующее значение для n можно найти, умножив предыдущее на 4, а затем вычтя значение, ему предшествующее (52 = 4 × 14 − 4, 194 = 4 × 52 − 14, и т. д.). Таким образом,
{\displaystyle n_{t}=4n_{t-1}-n_{t-2}},
где t означает номер строки в таблице. Эта последовательность является последовательностью Люка. Можно также получить эту последовательность по формуле {\displaystyle (2+{\sqrt {3}})^{t}+(2-{\sqrt {3}})^{t}} для всех n. Если положить A = площадь, а y = радиус вписанной окружности, то
{\displaystyle {\big (}(n-1)^{2}+n^{2}+(n+1)^{2}{\big )}^{2}-2{\big (}(n-1)^{4}+n^{4}+(n+1)^{4}{\big )}=(6ny)^{2}=(4A)^{2}},
где {n, y} являются решениями уравнения n2 − 12y2 = 4. Небольшая подстановка n = 2x даёт известное уравнение Пелля x2 − 3y2 = 1, решения которого можно получить из разложения √3 в непрерывную дробь
Переменная n имеет вид {\displaystyle n={\sqrt {2+2k}}}, где k равно 7, 97, 1351, 18817, …. Числа в этой последовательности имеют свойство, что k последовательных целых имеют целочисленное среднеквадратическое отклонение.

### С рациональными медианами
Существуют героновы треугольники, в которых две медианы также имеют рациональные длины. Бесконечное семейство таких треугольников порождается парой последовательностей Сомоса, что было сначала замечено эмпирически и лишь затем строго доказано. На 2022 год известно также несколько примеров, не относящихся к этому бесконечному семейству.